# 双花报春
双花报春（学名：Primula diantha）为报春花科报春花属下的一个种。